# 도토 자동차도

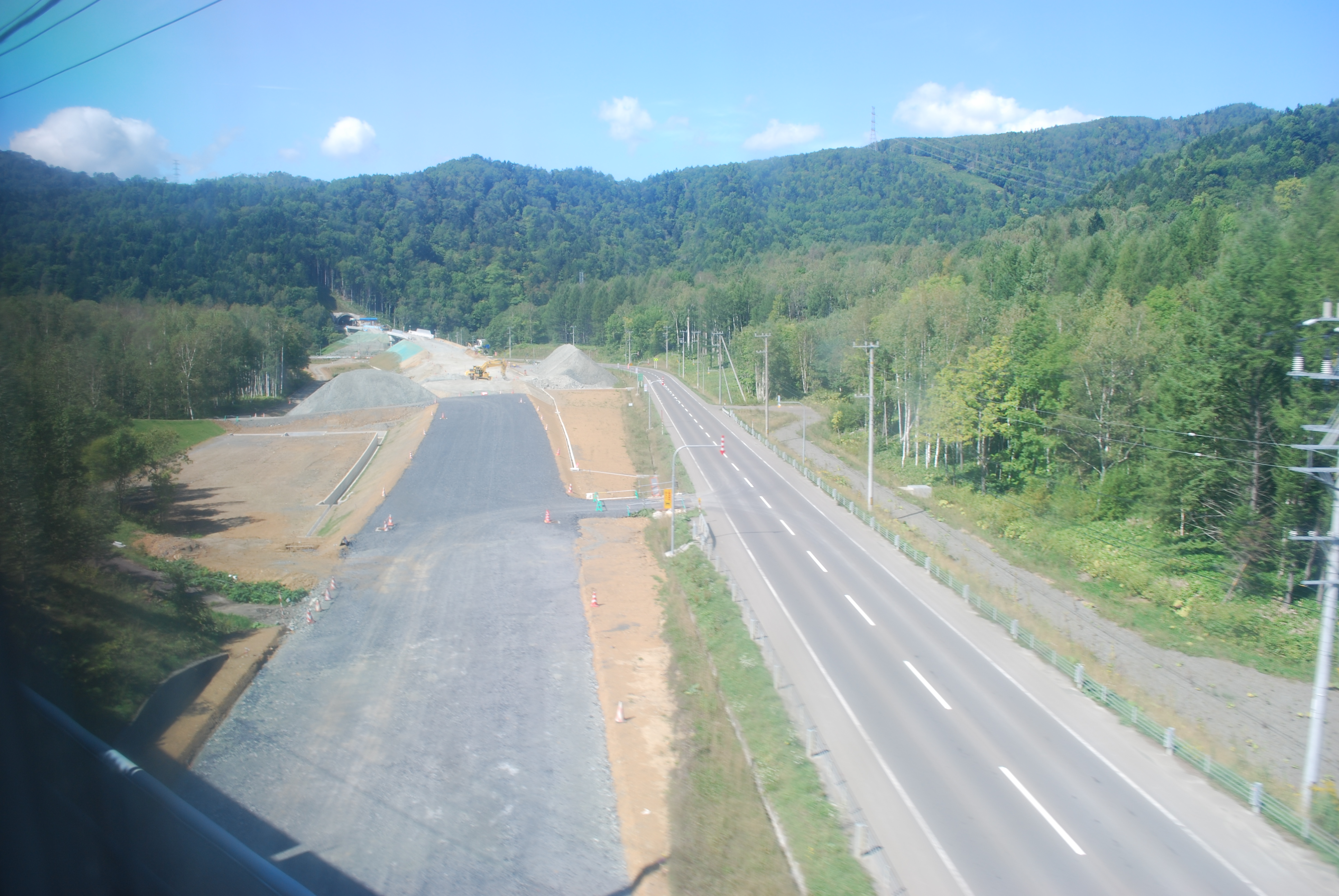
공사 중인 도토 자동차도 (2008년)

도토 자동차도(일본어: 道東自動車道, どうとうじどうしゃどう 도토지도샤도[*])는 일본 홋카이도 지토세시를 기점으로 구시로시까지 이르는 계획 258.0 km의 네무로 선(根室線)과 홋카이도 혼베쓰정부터 기타미시까지 이르는 계획 거리 미정의 아바시리 선(網走線)으로 구성된 고속도로이다. 현재 네무로 선은 지토세시부터 우라호로정까지 이르는 201.0 km의 구간이, 아바시리선은 혼베쓰정부터 아쇼로정까지 이르는 13.1 km이 개통되어 있다. 법정 노선상 홋카이도 횡단 자동차도(일본어: 北海道横断自動車道, ほっかいどうおうだんじどうしゃどう 홋카이도오단지도샤도[*])의 일부로 지정되어 있으며, 동일본 고속도로가 전 구간을 관리한다.

## 역사
- 1995년 10월 30일 - 도카치 시미즈 나들목 - 이케다 나들목간 개통.
- 1999년 10월 7일 - 지토세 에니와 분기점 - 유바리 나들목간 개통.
- 2003년 3월 15일 - 오비히로 분기점 개통.
- 2003년 6월 8일 - 이케다 나들목 - 혼베쓰 나들목간, 혼베쓰 분기점 - 아쇼로 나들목간 개통.
- 2005년 10월 1일 - 일본도로공단의 민영화로, 동일본 고속도로가 관할하게 됨.
- 2007년 10월 21일- 도마무 나들목 - 도카치 시미즈 나들목간 개통.
- 2009년 10월 19일 - 도마무 나들목 요금소, 오토후케 나들목과 요금소 개설. 동시에 도카치 시미즈 요금소 폐지.
- 2009년 10월 24일 - 시무캇푸 나들목 - 도마무 나들목간 개통.
- 2009년 11월 21일 - 혼베쓰 나들목 - 우리호로 나들목간 개통.
- 2010년 6월 28일 - 전 구간 고속도로 무료화 사회 실험을 개시.[1]
- 2011년 6월 19일 - 일본 정부가 동일본 대지진의 복구 비용 확보를 위해, 고속도로 무료화 사회 실험을 중지.[2]
- 2011년 9월 7일: 시무캇푸 간이 휴게소 영업 개시.
- 2011년 10월 29일: 유바리 나들목 - 시무캇푸 나들목간 개통.

## 구성
차로수
- 전 구간 왕복 2차선 (일부 구간 왕복 4차선)

제한 속도
- 전 구간 70 km/h (일부 구간 80 km/h)

## 시설물 목록
거리의 단위는 km이다.

### 네무로 선
| 번호    | 이름                    | 일본어 이름  | 구간 거리 | 누적 거리 | 접속 노선                     | 소재지   | 소재지     | 비고        |
| ------- | ----------------------- | ------------ | --------- | --------- | ----------------------------- | -------- | ---------- | ----------- |
| 4-1     | 지토세 에니와 분기점    | 千歳恵庭JCT  | -         | 0.0       | 도오 자동차도                 | 홋카이도 | 지토세시   |             |
| 1       | 지토세히가시 나들목     | 千歳東IC     | 12.6      | 12.6      | 국도 제337호선                | 홋카이도 | 지토세시   |             |
| -       | 기우스 간이 휴게소      | キウスPA     | 1.9       | 14.5      |                               | 홋카이도 | 지토세시   |             |
| 2       | 오이와케초 나들목       | 追分町IC     | 7.4       | 21.9      | 국도 제234호선                | 홋카이도 | 아비라정   |             |
| 3       | 유바리 나들목           | 夕張IC       | 20.2      | 42.1      | 국도 제274호선                | 홋카이도 | 유바리시   |             |
| 4       | 무카와호베쓰 나들목     | むかわ穂別IC | 14.4      | 56.5      | 홋카이도도 제1165호선         | 홋카이도 | 유바리시   |             |
| 5       | 시무캇푸 나들목         | 占冠IC       | 20.1      | 76.6      | 홋카이도 도 제1172호선        | 홋카이도 | 시무캇푸촌 |             |
| -       | 시무캇푸 간이 휴게소    | 占冠PA       | 3.4       | 80.0      |                               | 홋카이도 | 시무캇푸촌 |             |
| 6       | 도마무 나들목           | トマムIC     | 22.8      | 102.8     | 홋카이도도 제1170호선         | 홋카이도 | 시무캇푸촌 |             |
| 7       | 도카치시미즈 나들목     | 十勝清水IC   | 20.9      | 123.7     | 국도 제274호선                | 홋카이도 | 시미즈정   |             |
| -       | 도카치헤이겐 휴게소     | 十勝平原SA   | 14.9      | 138.6     |                               | 홋카이도 | 메무로정   |             |
| 8       | 메무로 나들목           | 芽室IC       | 2.3       | 140.9     | 홋카이도도 제54호선           | 홋카이도 | 메무로정   |             |
| 9       | 오비히로 분기점         | 帯広JCT      | 4.4       | 145.3     | 오비히로 히로오 자동차도      | 홋카이도 | 메무로정   |             |
| 10      | 오토후케오비히로 나들목 | 音更帯広IC   | 7.1       | 152.4     | 국도 제241호선                | 홋카이도 | 오토후케정 |             |
| -       | 오사루시 간이 휴게소    | 長流枝PA     | 13.1      | 165.5     |                               | 홋카이도 | 오토후케정 |             |
| 11      | 이케다 나들목           | 池田IC・TB   | 8.5       | 174.0     | 국도 제242호선                | 홋카이도 | 이케다정   | 요금소 병설 |
| 12      | 혼베쓰 분기점           | 本別JCT      | 17.2      | 191.2     | 도토 자동차도 아바시리 선     | 홋카이도 | 혼베쓰정   |             |
| 13      | 혼베쓰 나들목           | 本別IC       | 1.8       | 193.0     | 홋카이도도 제1154호선         | 홋카이도 | 혼베쓰정   |             |
| 14      | 우라호로 나들목         | 浦幌IC       | 8.0       | 201.0     | 국도 제274호선 국도 제392호선 | 홋카이도 | 우라호로정 |             |
| 공사 중 |                         |              |           |           |                               |          |            |             |

### 아바시리 선
| 번호    | 이름          | 일본어 이름 | 구간 거리 | 누적 거리 | 접속 노선                     | 소재지   | 소재지   | 비고 |
| ------- | ------------- | ----------- | --------- | --------- | ----------------------------- | -------- | -------- | ---- |
| 12      | 혼베쓰 분기점 | 本別JCT     | -         | 0.0       | 도오 자동차도 네무로 선       | 홋카이도 | 혼베쓰정 |      |
| 1       | 아쇼로 나들목 | 足寄IC      | 13.1      | 13.1      | 국도 제242호선 국도 제274호선 | 홋카이도 | 아쇼로정 |      |
| 공사 중 |               |             |           |           |                               |          |          |      |

## 주요 접속 도로
- 도오 자동차도 (지토세에니와 분기점에서 접속)
- 오비히로 히로오 자동차도 (오비히로 분기점에서 접속)

## 같이 보기
- 도오 자동차도